# Ikejima Shimpei
Ikejima Shimpei  (japanisch 池島 信平, Nachname eigentlich 池嶋 geschrieben; geboren 22. Dezember 1909 in Tokio; gestorben 13. Februar 1973) war ein japanischer Herausgeber, 3. Präsident des Verlages Bungeishunjū.

## Leben und Wirken
Ikejima Shimpei schloss 1933 ein Studium an der Universität Tokio im Fach „Westliche Geschichte“ (西洋史学, Seiyō shigaku) ab. Anschließend trat er auf Grund einer Ausschreibung in den Verlag Bungeishunjū ein. Er wurde Herausgeber des Magazins „Hanashi“ (話) und übernahm 1940 die Herausgabe von „Genchi hōkoku“ (現地報告) – etwa „Lokale Berichte.“
Nach dem Zweiten Weltkrieg setzte sich Ikejima mit aller Kraft (der Gründer Kikuchi Kan war 1948 verstorben) für den Wiederaufbau des Verlags ein und konnte erreichen, dass der Schriftsteller Sasaki Mosaku (佐佐木 茂索; 1894–1966) die Leitung übernahm. Er selbst wurde Herausgeber des Magazins Bungeishunjū. Er brachte vermehrt Reportagen, Artikel zu Personen, Kriegserinnerungen und andere Sachartikel und konnte so die Auflage auf 1 Million steigern. 1966 wurde er dann Verlagsdirektor. Er war leicht konservativ, war kritisch gegenüber extremen politischen Positionen.
Ikejima verfasste einige Bücher, darunter „Henshūsha no hatsugen“ (編集者の発言) – „Anmerkungen eines Herausgebers“ (1955) und „Rekishi suki“ (歴史好き) – „Ich liebe Geschichte“ (1971).